# Саржат-оол, Александр Алексеевич
Александр Алексеевич Саржат-оол (17 июля 1957, Арыскан — 21 января 2011, Улуг-Хемский кожуун) — тувинский музыкант, композитор, поэт и певец. Народный композитор Республики Тыва (2007), заслуженный артист Республики Тыва (2009).

## Биография
Родился 17 июля 1957 года в селе Арыскан Улуг-Хемского кожууна Республики Тыва в музыкальной семье. Окончив школу, в 1972 году поступил в Кемеровское училище искусств по специальности «заведующий клубом». В 1974 году начал трудовую деятельность в качестве заведующего сельским ДК в родном селе. 
Параллельно работе, в 1975 году, основал творческую группу «Челээш», в состав которой вошли местные музыканты. Первой сочинённой композицией стала песня «Арысканым». В творчестве Александра Саржат-оола поднимаются темы людских переживаний, жизни, души, любви к своей Родине и родителям. 
С 1978 года по 1999 год отбывал заключение в различных тюремных заведениях республики. В совокупности, отбыл в заключении 22 года жизни.
В 1987 году, в одной из исправительных колоний Тывы основал рок-группу «Амыр-Санаа». Название коллектив получил в честь Амыр-Санаа — полководца и главы антиманьчжурского освободительного движения в Монголии в 1755—1758 годах. С 2000 года Александр Саржат-оол был постоянным участником Международного фестиваля живой музыки и веры «Устуу-Хурээ».
Скончался 21 января 2011 года в одном из зимовий Улуг-Хемского кожууна. В связи с кончиной Александра Саржат-оола, правительство Республики Тыва выразило соболезнования. Похоронен в родном селе Арыскан.